# Волас и Громит: Перната освета
Волас и Громит: Перната освета (енгл. Wallace & Gromit: Vengeance Most Fowl) је британски стоп-моушон анимирани хумористички филм из 2024. године, који су режирали Ник Парк и Мерлин Кросингам. Шесто је остварење у франшизи Волас и Громит и други је дугометражни филм након Проклетства зекодлака (2005). Прича се фокусира на повратак Федерса Макгроа, негативца из Погрешних панталона (1993), који жели да се освети Воласу и Громиту тако што ће репрограмирати њиховог роботског баштенског патуљка.
Филм је премијерно приказан 27. октобра 2024. у Холивуду, док је 25. децембра емитован на каналу BBC One у Уједињеном Краљевству; на Netflix-у је изашао 3. јануара 2025. године. Наишао је на позитивне рецензије критичара.

## Радња
Волас осмишљава роботског баштенског патуљка, Норбота, и покреће посао изнајмљивања патуљка за рад у баштама. Његов пас, Громит, осећа се запостављено и забринут је због Воласовог претераног ослањања на технологију. Изнервиран Норботовим буком током ноћног пуњења, Громит га односи у подрум и прикључује на рачунар ради пуњења.
Федерс Макгро, пингвин кога су Волас и Громит предали полицији након што је украо Плави дијамант из градског музеја, затворен је у зоолошком врту. Када на телевизији чује за Норбота, он хакује Воласов рачунар и препрограмира Норбота да му служи и направи војску патуљака. Док патуљци раде по баштама широм града, краду разне предмете. Главни инспектор Алберт Макинтош и његова нова помоћница, полицајка Мукерџи, закључују да је Волас одговоран за крађу и конфискују већину његових изума, али не проналазе патуљке.
Громит враћа Воласов уређај за праћење патуљака из полицијске станице и прати их до зоолошког врта, где открива да су украдене предмете искористили за изградњу подморнице којом Федерс планира да побегне кроз канализациону мрежу. Федерс примећује Громита и наређује Норботу да исече грану са дрвета на којој се крије. Громит и Норбот падају на земљу, а удар ресетује Норбота на његова оригинална подешавања.
Громит одлази у музеј где је Плави дијамант извађен из сефа ради поновног излагања, али сви присутни откривају да је замењен репом. Федерс је сакрио прави дијамант у Воласов стари чајник пре него што је ухапшен. Громит се враћа кући, али њега и Воласа заробљавају патуљци. Федерс узима дијамант из чајника и закључава Воласа и Громита у орману.
Волас и Громит користе дуваљку за лишће да би побегли са Норботом. Прогоне Федерса каналом у узаним бродовима, док их Макинтош и Мукерџијева прате на бициклу. Волас прави машину која испаљује чизме на патуљке, ресетујући их. Громит скаче на Федерсов брод, али када Федерс види да је полиција блокирала канал, он скреће са акведукта. Док брод балансира на ивици, Волас убеђује Громита да преда торбу са дијамантом Федерсу. Федерс скаче са брода, који пада, али Норбот и остали патуљци спасавају Громита.
Федерс бежи возом у Јоркшир, али открива да је Громит заменио дијамант репом. Макинтош хвали Мукерџијеву због њеног инстинкта и одлази у пензију. Волас се враћа изумима, признајући да машине не могу заменити људски додир, а Громит прихвата Норбота у њихов дом.

## Гласовне улоге
| Глумац        | Улога                            |
| ------------- | -------------------------------- |
| Бен Вајтхед   | Волас                            |
| Питер Кеј     | главни инспектор Алберт Макинтош |
| Рис Ширсмит   | Норбот                           |
| Лорен Пател   | полицајка Мукерџи                |
| Дајана Морган | Оња Дорстеп                      |
| Маз Кан       | Антон Дек                        |
| Џон Спаркс    | фармер                           |
| Аџоа Андо     | судија                           |
| Лени Хенри    | господин Конвинијенс             |